# Begonia sarangica
Espèce
Begonia sarangica est une espèce de plantes de la famille des Begoniaceae.
Elle a été décrite en 2009 par Ruth Kiew (1946-…) et Sang Julia.